# David Cronenberg

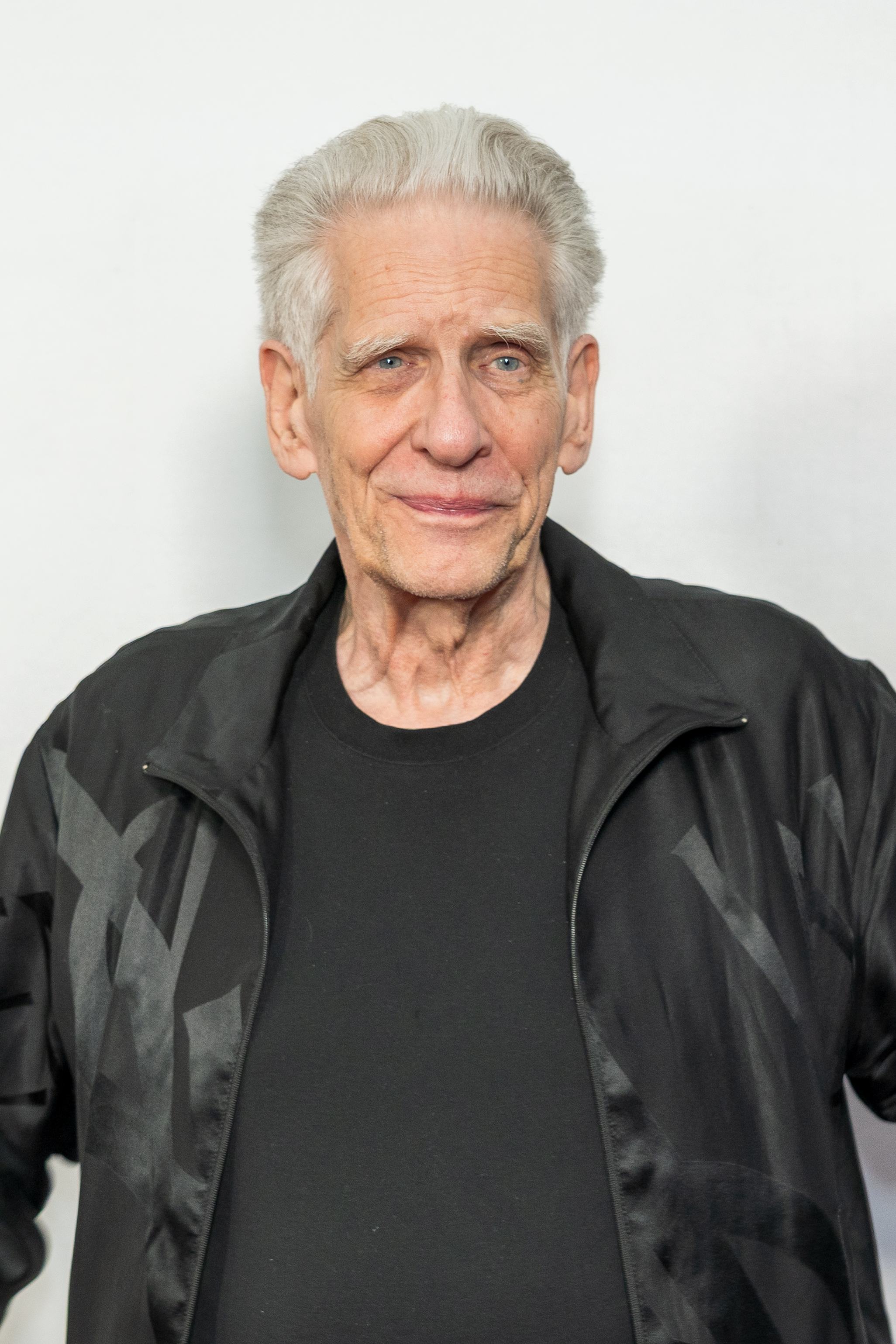
David Cronenberg (2025)

David Paul Cronenberg (* 15. März 1943 in Toronto, Ontario) ist ein kanadischer Filmregisseur, Drehbuchautor, Filmproduzent, Filmeditor und Schauspieler.
Während sein Frühwerk vor allem dem Body Horror, Experimental-, Horror- und Science-Fiction-Film zuzuordnen ist, liegt das Augenmerk in seinen späteren Arbeiten vornehmlich auf dem Filmdrama und der Literaturverfilmung. Zu seinen bekanntesten Werken zählen Scanners – Ihre Gedanken können töten, Videodrome, Die Fliege, Naked Lunch und A History of Violence.

## Leben und Werk

### Privatleben
David Cronenberg wurde als Sohn einer Musikerin und eines Schriftstellers in Toronto geboren. Seine jüdischen Großeltern stammten alle aus Litauen. Er besuchte das North Toronto Collegiate Institute und schrieb sich 1963 zuerst im Bereich Naturwissenschaften an der University of Toronto ein. Später wechselte er in die Fachbereiche englische Sprache und Literatur und erwarb 1967 seinen Abschluss als „Bachelor of Arts“. Beeinflusst von William S. Burroughs und Vladimir Nabokov, versuchte er sich zunächst erfolglos als Autor. Erst die Sichtung eines von Kommilitonen gedrehten Films weckte in ihm den Wunsch, selbst Filmemacher zu werden.
Seine Schwester Denise Cronenberg war als Kostümdesignerin an einem Dutzend seiner Filme beteiligt.
Cronenbergs Sohn Brandon (* 1980) ist als Regisseur und Drehbuchautor tätig. Die Tochter Caitlin Cronenberg (* 1984) ist Fotografin und Artdirector.

### Karriere
Ab den späten 1960er Jahren begann Cronenberg seine ersten, experimentellen Kurz- und Langfilme zu drehen. Obwohl beeindruckt von Regisseuren wie Federico Fellini und Ingmar Bergman, verneinte er filmgeschichtliche Einflüsse auf sein Werk und verwies stattdessen wiederholt auf Burroughs, Nabokov sowie den Existentialismus. In den expliziten, Elemente des Horror- und Science-Fiction-Films einbindenden, Arbeiten Parasiten-Mörder (1975) und Rabid – Der brüllende Tod (1977) stand der physische Horror im Vordergrund. Mit Die Brut (1979), seinem „autobiografischsten“ Film, begann Cronenberg, psychologischen mit physischem Horror zu verbinden. Die Brut markierte auch die erste Zusammenarbeit mit dem Komponisten Howard Shore, der seitdem zu Cronenbergs festem Stamm von Mitarbeitern zählt, die der Regisseur im Laufe der Jahre um sich scharte, darunter Filmeditor Ronald Sanders, Produktionsdesignerin Carol Spier und Kameramann Mark Irwin, der 1988 durch Peter Suschitzky ersetzt wurde.
Seinen ersten größeren kommerziellen Erfolg verzeichnete Cronenberg mit Scanners – Ihre Gedanken können töten (1981), einen weiteren mit Die Fliege (1986), einem Remake des gleichnamigen Films von 1958. Mit Die Unzertrennlichen (1988), den er neben Die Brut und Die Fliege zu seinen persönlicheren Werken zählte, trat die extreme Darstellung körperlicher Deformationen in seinen Filmen zusehends in den Hintergrund. Inhaltlich verschob sich die Gewichtung vom Horror- und Science-Fiction-Genre hin zum Filmdrama, auch entstanden die nachfolgenden Arbeiten mehrheitlich nicht mehr nach seinen Originaldrehbüchern, sondern nach literarischen Vorlagen. Naked Lunch (1991) basierte auf einem Buch von Cronenbergs favorisiertem Literaten Burroughs und war die erste Zusammenarbeit mit dem namhaften Produzenten Jeremy Thomas.

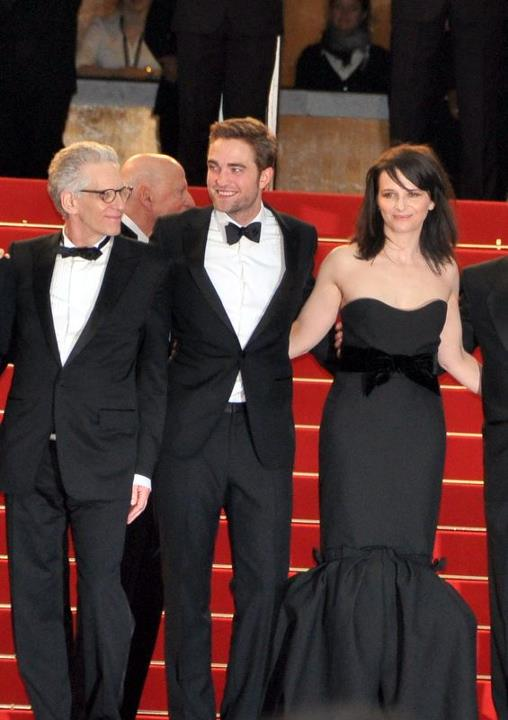
Cronenberg mit seinen Cosmopolis-Darstellern Robert Pattinson und Juliette Binoche beim 65. Filmfestival von Cannes (2012)

2012 stellte er das Drama Cosmopolis vor, das auf dem gleichnamigen Roman von Don DeLillo basiert. Der Film brachte ihm seine vierte Einladung in den Wettbewerb der Internationalen Filmfestspiele von Cannes ein. 2014 veröffentlichte er seinen Roman Verzehrt. 2018 war er Jurypräsident des Neuchâtel International Fantastic Film Festival. Seine Spielfilme Crimes of the Future (2022) und The Shrouds (2024) wurden erneut für den Hauptwettbewerb des Filmfestivals von Cannes berücksichtigt.
Cronenberg drehte neben Kinofilmen auch Fernseh- und Werbefilme. Zusätzlich zu seiner Regiearbeit trat er schauspielerisch in kleinen Rollen und Cameos in Erscheinung, so 1990 in Clive Barkers Cabal – Die Brut der Nacht.

## Themen
Cronenberg gilt als Mitbegründer des Body Horror (dt. Körperhorror), einer Stilrichtung des Horrorfilms, „dessen Hauptmotiv die deutlich gezeigte Zerstörung oder der Verfall eines menschlichen Körpers oder menschlicher Körper ist bzw. sind“. Der Regisseur selbst lehnt diese Zuordnung ab.
Rüdiger Suchsland vom film-dienst sieht Cronenberg nach eher klassischen Horrorfilmen 2004 als „Meister des subtilen Horrors“ zwischen den Polen Angst, Gesellschaftskritik und Deformation des Körpers. Cronenberg auf Suchslands Frage nach seiner Weltsicht: „Die Basis ist eine existentialistische Sicht der Realität. Das bedeutet: Es gibt keine absolute Realität. Es gibt nur ein oder zwei Tatsachen über das Leben – die eine ist der Tod, eine weitere das Leben. Dazwischen müssen wir alles selbst erfinden und hervorbringen. Die Verantwortung dafür ist ganz und gar unsere eigene – niemand nimmt uns das ab. Es gibt keine Regeln, außer denen, die wir selbst erfinden. […] Das ist erschreckend und aufregend zugleich.“
David Cronenberg ist leidenschaftlicher Fan von Motorsport und Boxen. Sein Faible für den Motorsport ließ er in seine beiden Filme The Italian Machine von 1976 und 10.000 PS – Vollgasrausch im Grenzbereich von 1979 einfließen. Ferner ist in diesem Zusammenhang der Teleporter als Kulisse in seinem Film Die Fliege optisch dem Zylinder eines Motorrads des Modells Ducati 450 Desmo aus dem Besitz von Cronenberg nachempfunden.

## Filmografie (Auswahl)

### Als Regisseur
- 1966: Transfer (Kurzfilm)
- 1967: From the Drain (Kurzfilm)
- 1969: Stereo
- 1970: Crimes of the Future
- 1975: Parasiten-Mörder (Shivers)
- 1976: The Italian Machine (Kurzfilm)
- 1977: Rabid – Der brüllende Tod (Rabid)
- 1979: 10.000 PS – Vollgasrausch im Grenzbereich (Fast Company)
- 1979: Die Brut (The Brood)
- 1981: Scanners – Ihre Gedanken können töten (Scanners)
- 1983: Videodrome
- 1983: Dead Zone (The Dead Zone)
- 1986: Die Fliege (The Fly)
- 1988: Die Unzertrennlichen (Dead Ringers)
- 1991: Naked Lunch – Nackter Rausch (Naked Lunch)
- 1993: M. Butterfly
- 1996: Crash
- 1999: eXistenZ
- 2000: Camera (Kurzfilm)
- 2002: Spider
- 2005: A History of Violence
- 2007: At the Suicide of the Last Jew in the World in the Last Cinema in the World (Kurzfilm)
- 2007: Tödliche Versprechen – Eastern Promises (Eastern Promises)
- 2011: Eine dunkle Begierde (A Dangerous Method)
- 2012: Cosmopolis
- 2014: Maps to the Stars
- 2022: Crimes of the Future
- 2024: The Shrouds

Als Darsteller:
- 1985: Kopfüber in die Nacht (Into the Night)
- 1986: Die Fliege (The Fly)
- 1990: Cabal – Die Brut der Nacht (Nightbreed)
- 1995: To Die For
- 1996: Extrem… mit allen Mitteln (Extreme Measures)
- 1999: Resurrection – Die Auferstehung (Resurrection)
- 2000: American Nightmare (The American Nightmare) (Dokumentarfilm)
- 2001: Jason X
- 2003: Alias – Die Agentin (Alias, Fernsehserie, 2 Folgen)
- 2010: Barney’s Version
- 2017: Alias Grace (Miniserie, 6 Folgen)
- 2019: Clifton Hill
- 2020: Star Trek: Discovery (Fernsehserie)
- 2020: Falling
- 2021: Slasher (Fernsehserie, 8 Folgen)

## Auszeichnungen (Auswahl)
Zu den prämierten Cronenberg-Filmen zählen Crash (Cannes 1996) und eXistenZ (Berlinale 1999). Am 28. September 2007 erhielt Cronenberg im Rahmen des Filmfests Hamburg bei der Aufführung seines Werkes Tödliche Versprechen – Eastern Promises den Douglas Sirk Preis 2007 als Regisseur, „der konsequent grenzüberschreitende, irrationale, verstörende Filme dreht. Vom Publikum und von der Kritik teils bejubelt und teils verrissen, provoziert er eine gesunde Polemik, die dem Kino – wie allen Künsten – immer zugute kommt.“ (Leiter Albert Wiederspiel)
- 1983: International Fantasy Film Award des Filmfestivals Fantasporto für Scanners – Ihre Gedanken können töten (Bester Film)
- 1984: Bester Film und Publikumspreis des Fantafestival für Dead Zone
- 1984: Genie Award für Videodrome (Beste Regie)
- 1984: British Fantasy Award für Videodrome (Bester Film)
- 1988: Los Angeles Film Critics Association Award für Die Unzertrennlichen (Beste Regie)
- 1989: Genie Awards für Die Unzertrennlichen (Bester Film, Beste Regie, Bestes adaptiertes Drehbuch)
- 1989: Golden Horse Award für Die Unzertrennlichen (Beste ausländische Regie)
- 1991: Boston Society of Film Critics Award für Naked Lunch (Bestes Drehbuch)
- 1991: New York Film Critics Circle Award für Naked Lunch (Bestes Drehbuch)
- 1992: Genie Award für Naked Lunch (Beste Regie)
- 1992: National Society of Film Critics Awards für Naked Lunch (Beste Regie, Bestes Drehbuch)
- 1996: Spezialpreis der Jury des Filmfestivals von Cannes für Crash
- 1996: Genie Awards für Crash (Beste Regie, Bestes adaptiertes Drehbuch, Golden Reel Award)
- 1999: Silberner Bär für eXistenZ (Besondere künstlerische Leistung)
- 1999: Silver Scream Award des Amsterdam Fantastic Film Festival für eXistenZ
- 2002: Spezialpreis der Jury des Ghent International Film Festival (Gesamtwerk)
- 2002: Preis des Toronto International Film Festival für Spider (Bester kanadischer Spielfilm)
- 2002: Publikumspreis des Toronto International Film Festival für Tödliche Versprechen – Eastern Promises
- 2003: Directors Guild of Canada Awards für Spider (Bester Spielfilm, Beste Spielfilmregie)
- 2003: Genie Award für Spider (Beste Regie)
- 2005: Billy Wilder Award des National Board of Review
- 2005: Toronto Film Critics Association Award für A History of Violence (Beste Regie)
- 2005: Preis für sein Lebenswerk auf dem Stockholm Film Festival
- 2006: Bodil für A History of Violence (Bester amerikanischer Film)
- 2006: Directors Guild of Canada Awards für A History of Violence (Bester Spielfilm, Beste Spielfilmregie)
- 2006: Chicago Film Critics Association Award für A History of Violence (Beste Regie)
- 2006: National Society of Film Critics Award für A History of Violence (Beste Regie)
- 2006: Online Film Critics Society Award für A History of Violence (Beste Regie)
- 2006: Sonny Bono Visionary Award des Palm Springs International Film Festival
- 2006: Premio Sant Jordi für A History of Violence (Bester ausländischer Film)
- 2006: Preis des Syndicat Français de la Critique de Cinéma für A History of Violence (Bester ausländischer Film)
- 2007: Douglas Sirk Award des Hamburg Film Festival
- 2008: Directors Guild of Canada Awards für Tödliche Versprechen – Eastern Promises (Bester Spielfilm, Beste Spielfilmregie)
- 2008: Fotogramas de Plata für Tödliche Versprechen – Eastern Promises (Bester ausländischer Film)
- 2008: Premio Sant Jordi für Tödliche Versprechen – Eastern Promises (Bester ausländischer Film)
- 2008: Vancouver Film Critics Circle Award für Tödliche Versprechen – Eastern Promises (Beste kanadische Filmregie)
- 2011: Tribute Award bei den Gotham Awards
- 2012: Directors Guild of Canada Awards für Eine dunkle Begierde (Bester Spielfilm, Beste Spielfilmregie)
- 2012: Vancouver Film Critics Circle Award für Eine dunkle Begierde (Beste kanadische Filmregie)
- 2015: Lifetime Achievement Award der Directors Guild of Canada
- 2018: Goldener Löwe des Filmfestivals von Venedig für sein Lebenswerk
- 2022: Festival Internacional de Cine de San Sebastián – Donostia Award[18]

## Bibliografie
- Verzehrt. S. Fischer, Frankfurt am Main 2014, ISBN 978-3-10-010233-1.

## Weiterführende Literatur
- Thomas J. Dreibrodt: Lang lebe das neue Fleisch: die Filme von David Cronenberg; von Shivers bis eXistenZ. Paragon-Verlag, Bochum 2000, ISBN 3-932872-05-3.
- Drehli Robnik, Michael Palm (Hrsg.): Und das Wort ist Fleisch geworden: Texte über Filme von David Cronenberg. PVS-Verleger, Wien 1992, ISBN 3-901196-02-1.
- Simon Pühler: Metaflesh. Cronenberg mit Lacan. Körpertechnologien in Shivers und eXistenZ. Avinus Verlag, Berlin 2007, ISBN 978-3-930064-65-6.
- Almut Oetjen, Holger Wacker: Organischer Horror. Die Filme des David Cronenberg. Corian Verlag, Meitingen 1993, ISBN 3-89048-300-3.
- Bettina Papenburg: Transformationen des grotesken Körpers im Kino David Cronenbergs. Universität Heidelberg, Heidelberg 2007 (uni-heidelberg.de – Dissertation).
- Manfred Riepe: Bildgeschwüre: Körper und Fremdkörper im Kino David Cronenbergs. Transcript Verlag, Bielefeld 2002, ISBN 3-89942-104-3.
- Drehli Robnik / Andreas Rauscher: David Cronenberg * 1943.In: Thomas Koebner (Hrsg.): Filmregisseure. Biographien, Werkbeschreibungen, Filmographien. 3., aktualisierte und erweiterte Auflage. Reclam, Stuttgart 2008, ISBN 978-3-15-010662-4, S. 156–161.
- Marcus Stiglegger (Hrsg.): David Cronenberg. Bertz-Fischer Verlag, Berlin 2009, ISBN 978-3-929470-90-1.
- Thomas Weber: Medialität als Grenzerfahrung. Futurische Medien im Kino der 80er und 90er Jahre. Transcript Verlag, Bielefeld 2008, ISBN 978-3-89942-823-0.
- Arno Meteling: Monster. Zu Körperlichkeit und Medialität im modernen Horrorfilm. Transcript, Bielefeld 2006, ISBN 3-89942-552-9.
- Mertxe Lasierra: Cronenberg: A Modern Canadian Myth. In: Wolfram R. Keller, Gene Walz (Hrsg.): Screening Canadians: Cross-Cultural Perspectives on Canadian Film. Im Part Three: Canadian Nations. Marburger Zentrum für Kanada-Studien, Universitätsbibliothek Marburg 2008, ISBN 978-3-8185-0461-8.